# Maranoa (rivière)
Pour les articles homonymes, voir Maranoa.
La Maranoa (Maranoa River) est une rivière située au sud-ouest du Queensland en Australie. C'est un affluent de la Balonne dans le bassin du Murray.

## Géographie
D'une longueur de 519 km, elle prend sa source près du mont Ogilby, passe par Mitchell et coule vers le sud en direction de St George pour se jeter dans la Balonne. 
La Merivale est un des principaux affluents de la Maranoa. La Warrego Highway traverse la Maranoa  à Mitchell. 
Un certain nombre de chansons folkloriques australiennes (comme Sandy Maranoa et The Maranoa Drovers) se réfèrent à cette rivière.